# Miejska Orkiestra Dęta w Szydłowcu
Miejska Orkiestra Dęta w Szydłowcu – społeczna, okolicznościowa orkiestra dęta z Szydłowca. 
Orkiestra została założona w 1910 roku przez radnych miejskich jako reprezentacyjny zespół Związku Ochotniczych Straży Pożarnych. Od 1991 roku orkiestra działa przy Szydłowieckim Centrum Kultury „Zamek”. Orkiestra w latach 1975–2018 grała pod batutą Henryka Kapturskiego. W 2018 roku zastąpił go Tomasz Gil, a w 2023 kapelmistrzem został Piotr Stanik.
Zespół jest laureatem licznych przeglądów krajowych i zagranicznych, m.in. Międzynarodowego Festiwalu Orkiestr Dętych w Pinnebergu.
Orkiestra ma swój udział w ustanowieniu rekordu Guinnessa na największą orkiestrę strażacką, która zagrała w 1997 na Placu Piłsudskiego w Warszawie. W 2001 oraz w 2009 wystąpiła w uroczystym koncercie w Wadowicach zorganizowanym z okazji urodzin papieża Jana Pawła II. Obsługuje uroczystości państwowe i kościelne, koncertuje z udziałem wokalistów.